# 무지개초등학교
무지개초등학교는 대한민국 경상남도 진주시에 있는 공립 초등학교이다.

## 연혁
- 2016년 3월 1일 무지개초등학교 개교(17학급)
- 2016년 3월 1일 무지개초등학교 병설유치원 개원(3학급)
- 2016년 3월 1일 초대 한용희 교장 취임
- 2016년 3월 1일 초대 한용희 원장 취임
- 2016년 3월 2일 제1회 무지개초등학교 입학식(입학생 106명)
- 2016년 3월 3일 제1회 무지개초등학교병설유치원 입학식(입학생 66명)